# Clark Kent
Clark Kent egy szereplő a DC Comics-kiadványokból. Ő valójában Superman, de hétköznapi életét Clark Kentként éli, amikor is a Daily Planet munkatársaként, újságíróként dolgozik.

## Kent a képregényekben
Díjazott újságíró és író. Clark Kent Smallville-ben született Kansas államban, ahol családja farmján nőtt fel. Keresztnevét anyja, Martha leánykori vezetékneve után kapta. Focizott a középiskolában. Az érettségi után Kent egy darabig vándorolt a világban, de végül elvégezte a Metropolis Egyetemet. Párizsban egy világhírű újságíró, Simone D’neige vette szárnyai alá.
Kent első újságírói állása a Daily Planetnél volt, ahol kitüntették az első Supermanről szóló sztoriért. Sok cikket írt Supermanről. Több újságírói díjat is nyert, és három regényt is írt. 
Kent a riportjai miatt sokszor keveredett bajba. Volt, hogy a lakását is felrobbantották, előfordult, hogy őt magát is halottá nyilvánították, nem is egyszer. Clark Kent elvette feleségül egy a Daily Planetnél dolgozó munkatársát, Lois Lane-t. Ők Metropolisban laknak a Sullivan Place 1983 alatt. Nincs gyermekük.
Néhány ember kivételével senki sem tudja, hogy Clark Kent kettős életet él, mint Superman. Néhányan azok közül, akik ismerik a titkát: Martha és Jonathan Kent, Lana Lang, Batman, Mr. Mxyzptlk, Acélember és Lois Lane. Először Clark Kentet Superman egy álarcként fogta fel, ami mögé bújva szabadon használhatta erejét. De Kent számára nem csak Superman a fontos. Clark is számít. Örül az újságírói díjaknak, melyeket megnyert. Tudja, hogy ha a bírák tudták volna, hogy Superman az író, máshogy döntöttek volna.

## Egyéb médiában

### Christopher Reeve-féle Superman-filmek
A Christopher Reeve által megformált Clark Kent esetlen, félénk és kétbalkezes figura volt. A mindig rámenős és akaratos Lois Lane-nel tűz és víz voltak, mint riportertársak. Clark ebben a mozifilm-sorozatban jóval kisebb hangsúlyt kapott, mint másik énje, Superman. Csak a második epizódban kapott némileg több teret, amikor átmenetileg feltárta titkát Lois előtt.

### Lois & Clark: Superman legújabb kalandjai
A Dean Cain által megformált Clark Kent bár még némileg felvillantotta az esetlenséget, mint másik énjét fedező tulajdonságot, de ez a Clark Kent már jóval karakteresebb volt elődeinél. Ebben a tévésorozatban Clark újságírói énje már jelentősen több szerepet kapott, megegyező mennyiségben és jelentőséggel volt színen, mint Superman. Clark ebben a feldolgozásban több éven keresztül próbálta meghódítani Loist, mielőtt a riporternő beadta volna a derekát a hódításnak. Végül összeházasodtak és Clark feltárta neki a titkát.

### Smallville
Az első Superman-feldolgozás, ahol csak Clark Kent-re fókuszálnak, köpönyeges énje nem is szerepel. Itt Tom Welling formálja meg a figurát. A sorozat évadjai alatt a karakter személyiségében fokozatos jellemfejlődés figyelhető meg. Az első évad gátlásokkal küzdő kölykéből fokozatosan egy határozott és megfontolt férfi válik a sorozat negyedik-ötödik évadjára.

### Superman Returns
Az új Superman-filmben Brandon Routh játssza Clark Kentet. A figurája nagyban hasonlít a Christopher Reeve által megjelenítettre. Ügyefogyott és kétbalkezes. Vállait lecsapva hordva, kissé görnyedve jár, hogy elrejtse atletikus termetét.  Clark Kent keveset szerepel a produkcióban, inkább Superman-en van a hangsúly.